# Browning wz. 1928
Browning wz. 1928, полное название Rkm „Browning” wz. 28 — польская автоматическая винтовка и ручной пулемёт, лицензионная копия и модификация американского ручного пулемёта Browning M1918, использовавшаяся польскими войсками во Второй мировой войне.

## История

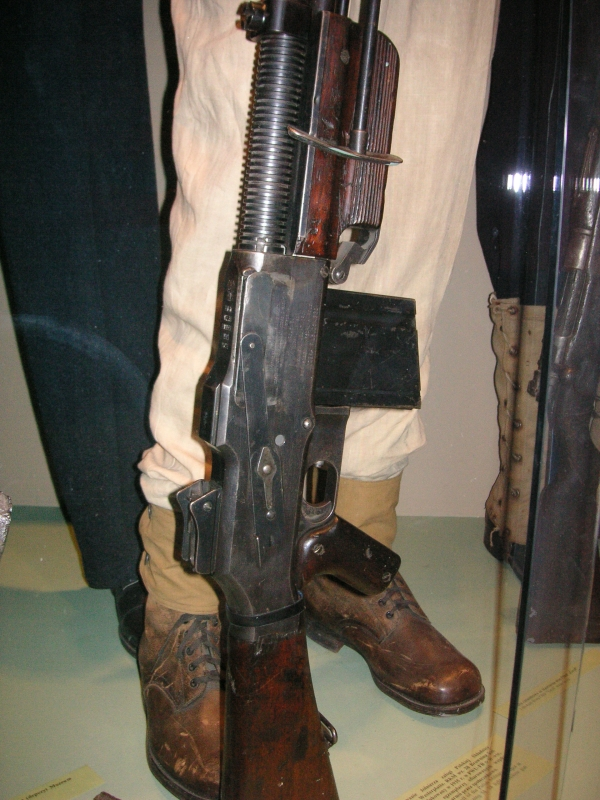
Ударно-спусковой механизм

На вооружении Войска Польского после провозглашения независимости Польши в 1918 году оказались разнообразные пулемёты французского и британского производства, однако патронов всех калибров зачастую не хватало, что снижало боеготовность солдат и ухудшало их подготовку. В 1923 году был объявлен конкурс на создание универсального ручного пулемёта для Войска Польского. Победителя определить не удалось, и на следующий год польское Военное министерство произвело 12 закупок партий ручных пулемётов Browning M1918, Lewis (wz. 1923) и Hotchkiss M1909 Benét–Mercié.

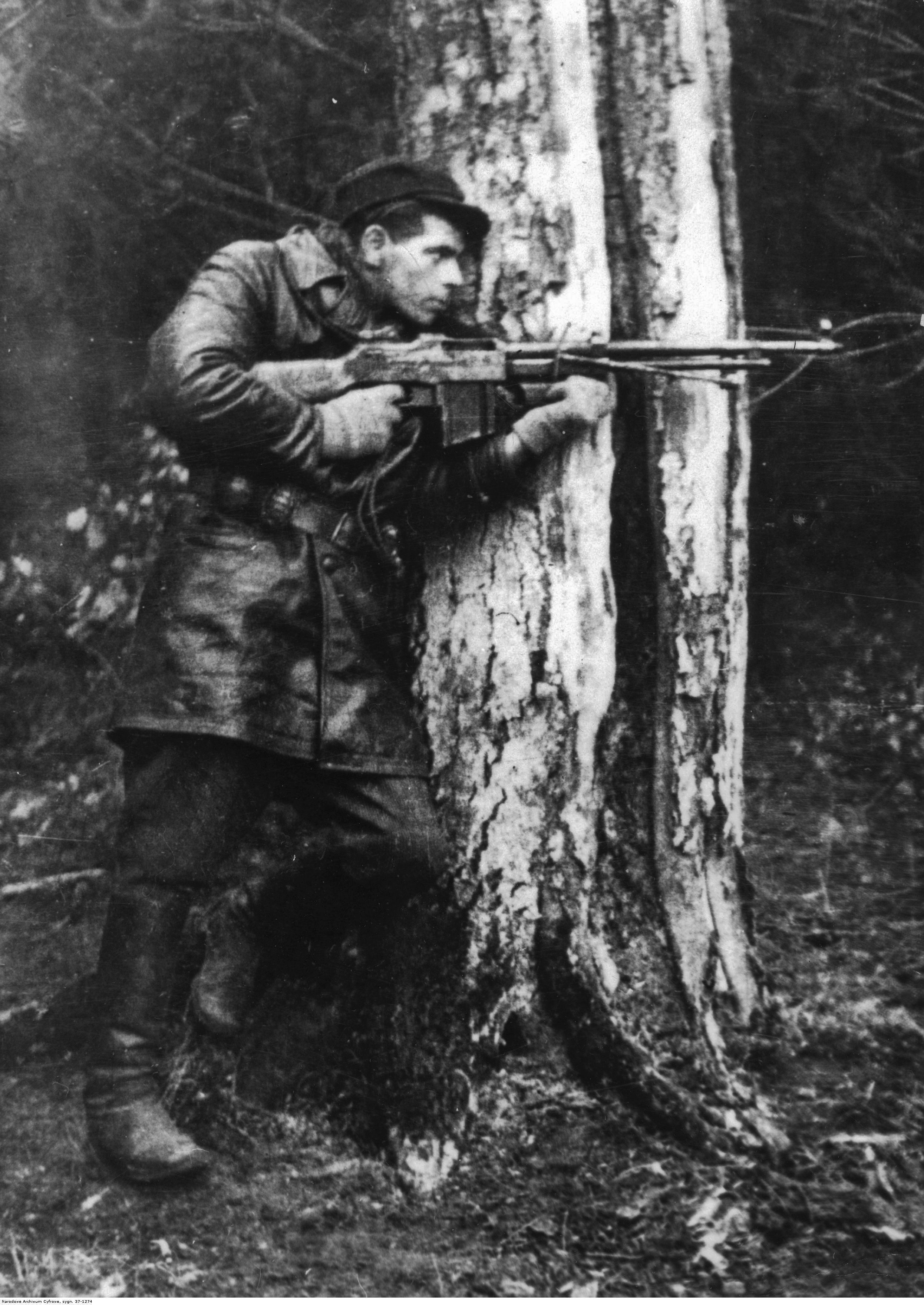
Солдат Армии Крайовой (подразделение «Яндруси») с wz. 1928

Испытания доказали превосходство американского оружия, и в 1925 году на конкурсе официально был выбран пулемёт Browning производства бельгийской компании FN. Несмотря на дальнейшие испытания, польская армия произвела заказ пулемётов, специально изготовленных под ряд патронов, начиная от американского .30-06 Springfield до немецкого 7,92×57 мм, и оснащённых сошками и кольцевыми прицелами. Ствол был специально удлинён для большей точности, а пистолетная рукоятка была установлена для более удобной стрельбы. Польша в итоге приобрела лицензию на производство собственной лицензионной копии. На вооружение пулемёты были приняты в 1927 году и получили индекс 7,92 mm rkm Browning wz. 1928.

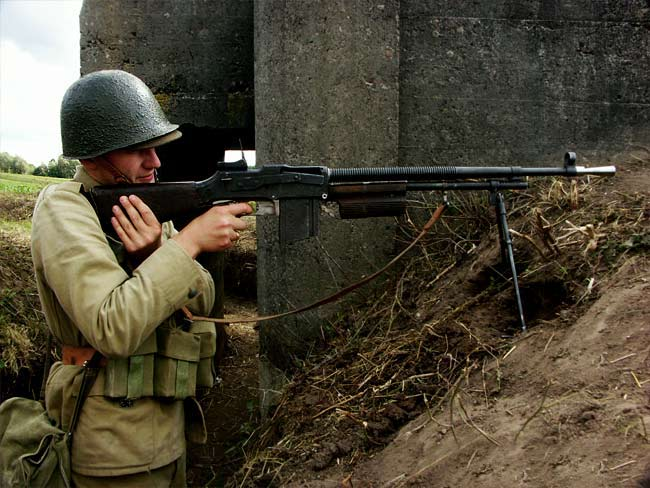
Польский реконструктор с пулемётом wz. 1928

Из-за проблем с получением документации производство началось только в 1930 году. Всего до начала Второй мировой войны в руках поляков было 14 тысяч ручных пулемётов wz. 1928. Некоторые модификации и изменения вносились в конструкцию пулемёта за время его производства: так, устанавливались маленькие прицелы и приклады в форме рыбьего хвоста; производились стволы различной длины, которые можно было легко заменять во время боя. Однако производство подобных пулемётов не завершилось до начала войны.

## Варианты
На основе пулемёта Browning wz. 1928 был создан авиационный пулемёт Kbo wz.37, устанавливавшийся на бомбардировщики PZL.37 Łoś.

## Служба
- Польша: использовалось Войском Польским, Армией Крайовой, Армией Людовой.
- Нацистская Германия: трофейное оружие, захвачено в 1939 году; состояло на вооружении под индексом lMG 28 (p)[2].
- СССР: трофейное оружие, захвачено в 1939 году[2] (в основном образцы 1930 года); использовалось советскими войсками и ополчением при обороне Москвы[3][4].
- Испания:
  -  Вторая Испанская Республика: республиканцам поставлено 473 пулемёта[5].
  -  Испания: использовалось франкистами преимущественно как трофейное.